# Gmina Hrastnik
Hrastnik – gmina w Słowenii. W 2010 roku liczyła 10 144 mieszkańców.

## Miejscowości
Miejscowości wchodzące w skład gminy Hrastnik:

- Boben
- Brdce
- Brnica
- Dol pri Hrastniku
- Čeče
- Gore
- Hrastnik – siedziba gminy
- Kal
- Kovk
- Krištandol
- Krnice
- Marno
- Plesko
- Podkraj
- Prapretno pri Hrastniku
- Studence
- Šavna Peč
- Turje
- Unično